# Galloway
Galloway (gaelsky Gall-Ghàidhealaibh, skotsky Gallowa, latinsky Gallovidia) je historický region na jihozápadě Skotska. Skládá se ze dvou historických hrabství Wigtownshire a Kirkcudbrightshire. V současnosti celý region spadá pod správní oblast Dumfries a Galloway.
Podle Gallowaye je pojmenováno plemeno skotu.